# Xeroderma pigmentosum
Xeroderma pigmentosum er betegnelsen for en sjælden hudsygdom med lysudslæt og efterfølgende pigmentering. I slutstadiet dannes multiple hudcancere. 
Det er en recessivt arvelig sygdom, der skyldes nedsat evne til at reparere på DNA-skader i cellernes arvemateriale.
Xeroderma er græsk for tør hud eller pergamenthud.